# Позада
Поза̀да (на италиански: Posada; на сардински: Pasada, Пазада) е малко градче и община в Южна Италия, провинция Нуоро, автономен регион и остров Сардиния. Разположено е на 37 m надморска височина. Населението на общината е 3018 души (към 2012 г.).